# Nymphaion

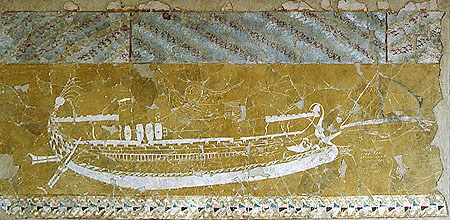
Un'immagine di una trireme sul muro di un tempio a Nymphaion (III secolo a.C.).

Nymphaion e altre antiche colonie greche lungo la costa settentrionale del Mar Nero.

Nýmphaion (in greco Νύμφαιον?; in latino Nymphaeum; in ucraino Німфей?, Nimfej; in russo Нимфей?, Nimfej), nota anche come Nymphaion sul Ponto (in greco antico: Νύμφαιον τὸ ἐν τῷ Πόντῳ?), era un centro significativo del Regno del Bosforo Cimmerio, situato sulla sponda crimeana dello Stretto di Kerč'. Oggi si trova vicino alla località turistica Heroivske/Geroevskoye. Si trova a una distanza di circa 14 chilometri a sud di Kerč', che era il sito dell'antico Panticapeo.

## Geografia
Le rovine di Nymphaion si trovano su un promontorio roccioso a circa 200 metri a ovest della costa. Secoli di erosione costiera hanno causato il ritiro del litorale. L'antico litorale sarebbe stato circa 300 metri più a est.
Oggi le rovine sono delimitate dal lago Čurubaš a nord e dal lago Tobečik a sud. In tempi antichi entrambi questi laghi erano burroni con golfi alle foci a est. Questi burroni erano situati a 7 chilometri di distanza. Racchiudevano un territorio di oltre 40 chilometri quadrati più a ovest, dove un costone roccioso di ripide colline delimitava l'area.
Questi confini naturali rendevano il territorio di Nymphaion più facilmente difendibile. Inoltre, è adatto all'agricoltura grazie al suo fertile suolo di Černozëm. Riceve anche 100 millimetri di pioggia in più rispetto alla terra circostante.

## Storia
La città fu fondata da coloni greci di Samo tra il 580 e il 560 a.C. Non ci sono prove archeologiche della presenza di Sciti nell'area prima della fondazione della città. La città emise le proprie monete e prosperò generalmente nel periodo dell'antichità classica, quando i suoi cittadini controllavano il commercio di cereali, che era vitale per il benessere della Grecia continentale. Atene la scelse come principale base militare nella regione ca. 444 a.C. e Gylon, il nonno di Demostene, vi subì l'esilio con l'accusa di aver tradito Ninfeo durante la Guerra del Peloponneso. Alla fine del secolo fu annessa al Regno del Bosforo Cimmerio.
Durante le guerre mitridatiche, la città si alleò con la Repubblica romana e resistette all'assedio dell'esercito di Farnace II del Ponto. Fu a Fanagoria che scoppiò l'insurrezione contro Mitridate VI del Ponto, poco prima della sua morte e i suoi figli, che detenevano la cittadella, furono obbligati ad arrendersi agli insorti. Un'iscrizione rinvenuta durante gli scavi testimonia che la regina Dinamide onorava Augusto come "l'imperatore, Cesare, figlio di dio, il dio Augusto, il sorvegliante di ogni terra e mare". La fedeltà a Roma permise a Fanagoria di mantenere una posizione dominante nella regione fino al IV secolo, quando fu saccheggiata e distrutta dagli invasori Unni.
Il sito occupava una piccola collina in riva al mare. L'acropoli conteneva i templi di Afrodite (con diverse sale) e dei Cabiri. La terrazza inferiore, in riva al mare, era incentrata sul santuario di Demetra, eretto per la prima volta nel VI secolo a.C. e più volte ricostruito. Altre rovine indicano che l'architettura della città era insolitamente raffinata, forse la più sofisticata nel regno del Bosforo. Una delle strutture non ha paralleli nel mondo ellenistico: risale al III secolo a.C. ed è costruita in marna rosa. Il sito ha anche restituito una serie di statuette in terracotta, impianti di vinificazione (i più antichi lungo la sponda settentrionale del Mar Nero) e diverse sepolture di cavalli, associate ai Sarmati.